# Austrian Football Division Ladies 2011
La Austrian Football Division Ladies 2011 è la 12ª edizione del campionato di football americano femminile di primo livello, organizzato dalla AFBÖ.

## Squadre partecipanti
| Club                   | Città    | Stadio | Sponsor ufficiale | Risultato nella stagione 2010 |
| ---------------------- | -------- | ------ | ----------------- | ----------------------------- |
| Budapest Wolves Ladies | Budapest |        |                   |                               |
| Graz Black Widows      | Graz     |        |                   |                               |
| Vienna Vikings Ladies  | Vienna   |        | Dacia             |                               |

## Stagione regolare

### Calendario

#### 1ª giornata
| 1º maggio 2011 | Budapest Wolves Ladies | 6 – 46 (0-16 6-22 0-0 0-8) | Vienna Vikings Ladies |  |

#### 2ª giornata
| 7 maggio 2011 | Vienna Vikings Ladies | 46 – 0 | Graz Black Widows |  |

#### 3ª giornata
| 22 maggio 2011 | Graz Black Widows | 6 – 34 (0-7 6-7 0-6 0-14) | Vienna Vikings Ladies |  |

#### 4ª giornata
| 5 giugno 2011 | Graz Black Widows | 0 – 25 (0-0 0-12 0-13 0-0) | Budapest Wolves Ladies |  |

#### 5ª giornata
| 12 giugno 2011 | Vienna Vikings Ladies | 47 – 7 | Budapest Wolves Ladies |  |

#### 6ª giornata
| 19 giugno 2011 | Budapest Wolves Ladies | 28 – 6 | Graz Black Widows |  |

### Classifica
La classifica della regular season è la seguente:
- PCT = percentuale di vittorie, G = partite giocate, V = partite vinte,  P = partite perse, PF = punti fatti, PS = punti subiti

| Pos. | Squadra                | PCT   | G | V | N | P | PF  | PS  |
| ---- | ---------------------- | ----- | - | - | - | - | --- | --- |
| 1    | Vienna Vikings Ladies  | 1.000 | 4 | 4 | 0 | 0 | 173 | 19  |
| 2    | Budapest Wolves Ladies | .500  | 4 | 2 | 0 | 3 | 66  | 99  |
| 3    | Graz Black Widows      | .000  | 4 | 0 | 0 | 4 | 12  | 133 |

## XII Ladies Bowl
| 26 giugno 2011 | Vienna Vikings Ladies | 27 – 12 (0-0 13-0 6-6 8-6) | Budapest Wolves Ladies |  |

## Verdetti
- Vienna Vikings Ladies Campionesse dell'Austria 2011